# L'última temptació de Crist (novel·la)
L'última temptació de Crist és una novel·la escrita pel grec Nikos Kazantzakis, publicada al 1951. Narra una hipotètica vida de Crist en la qual no ha assumit el seu paper de messies.

## Resum
Jesús és un fuster natzarè odiat per la resta de jueus per tractar-se de l'únic fuster que continua fabricant creus per als romans. Ho fa perquè pateix uns atacs en els quals una veu li diu que ell és l'elegit i vol que Déu l'odiï, però tot i així les veus no cessen.
Un dia se'n va cap al desert per fer-se monjo. Un cop allí, es purifica i comença la seva tasca evangelitzadora seguit sempre per Judes, zelota a qui havien ordenat matar-lo, però que al final acaba sent el seu millor deixeble. Aquella fou justament la raó per la qual Jesús li confia la missió de trair-lo.
Mentre Jesús és crucificat, recorda les temptacions a les quals fou sotmès pel diable i les quals resistí. Llavors, se li apareix un àngel que li diu que no pateixi més i baixi de la creu. Jesús obeeix, baixa i fuig amb Maria Magdalena.
El temps passa i després de la mort de Maria Magdalena, Jesús es casa amb Marta i forma una família, vivint com un home més. Un dia es troba amb Pau, que predicava sobre el messies i el seu sacrifici. Jesús s'hi apropa i tracta de desmentir-li tot, però Pau el reconeix i li diu que continuarà predicant encara que li dolgui.
Més tard, enmig de les invasions de Titus a Jerusalem, Jesús viu les seves últimes hores. Llavors, s'apropen tots els apòstols a veure'l, i li recriminen no haver consumat la seva passió. Llavors, Jesús els explica que un àngel l'havia autoritzat. Els deixebles, espantats, reconeixen el diable en el suposat àngel.
Jesús, en saber-ho, s'aixeca del seu jaç i torna al Gòlgota, volent acabar la seva passió. És llavors quan es desperta i descobreix que tot era un somni, i que el seu sacrifici acabarà aviat.